# Schlerstein

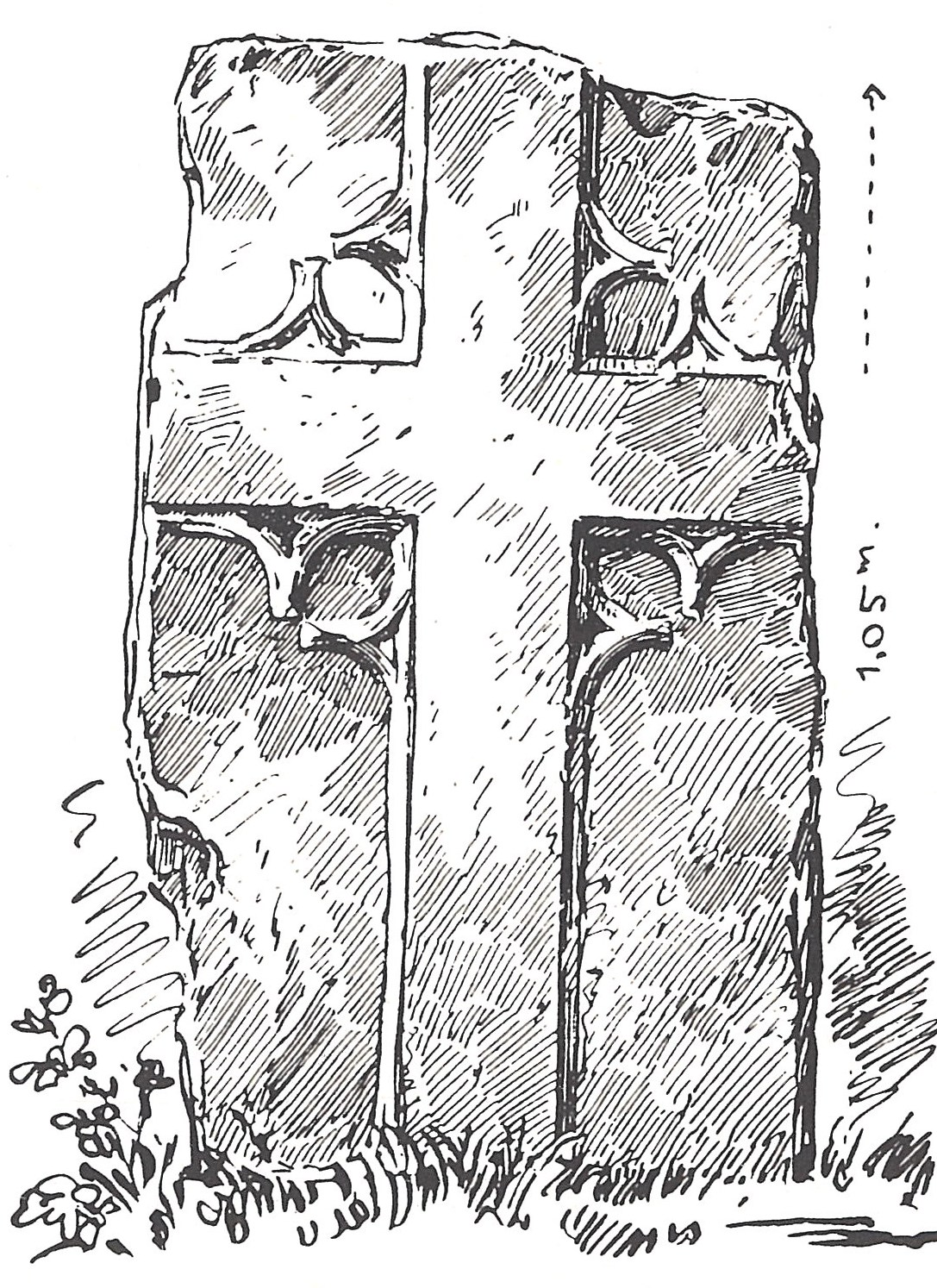
Zeichnung des Schlersteins aus Kunstdenkmäler des Königreichs Bayern, 1913

Der sogenannte Schlerstein (auch Schlörstein) ist ein spätgotischer Kreuzstein in der Gemarkung des Prichsenstädter Ortsteils Kirchschönbach im unterfränkischen Landkreis Kitzingen. Er steht östlich der Ortsverbindungsstraße Kirchschönbach-Rüdern in der Waldabteilung Zigeunerwald.

## Beschreibung
Kreuzsteine wie der Schlerstein wurden im Hoch- und Spätmittelalter häufig als Sühnezeichen für ein verübtes Verbrechen am Ort der Tat vom Täter oder dessen Familie aufgestellt. Aus dem Stein wurde das Relief eines Ringkreuzes herausgehauen. Es weist Formen der Spätgotik auf, die auch die Datierung des Denkmals ermöglichen. Über dem Kreuz sind Überreste einer Maßwerkverzierung angebracht. Der Schlerstein wurde aus dem in der Region vorkommenden Sandstein geschaffen.

## Geschichte
Die Geschichte des Schlersteins, der wohl um 1400 hier aufgestellt wurde, ist eng mit in der Gegend erzählten Sagen verbunden. Hier soll ein Verwalter des Gutshofes Rüdern „aus Rache“ erschlagen worden sein. Daneben ist auch im Umlauf, dass hier ein Duell stattgefunden haben soll. Am bekanntesten ist jedoch die Erzählung, dass hier ein Bruder der nahen Kartause Ilmbach den Tod fand. Da der Stein aber bereits über 50 Jahre vor der Gründung des Klosters aufgestellt wurde, entbehrt auch diese Geschichte der Realität.
Die unsichere Überlieferung führte dazu, dass die Geschichten immer neu zusammengestellt und ergänzt werden. So schmückte der damalige Kreisheimatpfleger Hans Bauer im Jahr 2007 die Sage um den Mönch von Ilmbach weiter aus und machte den Geistlichen zum Ehebrecher „Cornelius Schler“. Der Schlerstein wird heute von Esoterikern angelaufen und ist, aufgrund seiner geheimnisvollen Herkunft und der ungeklärten Geschichte, Teil verschiedener Rituale. Der Schlerstein wird vom Bayerischen Landesamt für Denkmalpflege als Baudenkmal eingeordnet.